# Jordan Grand Prix

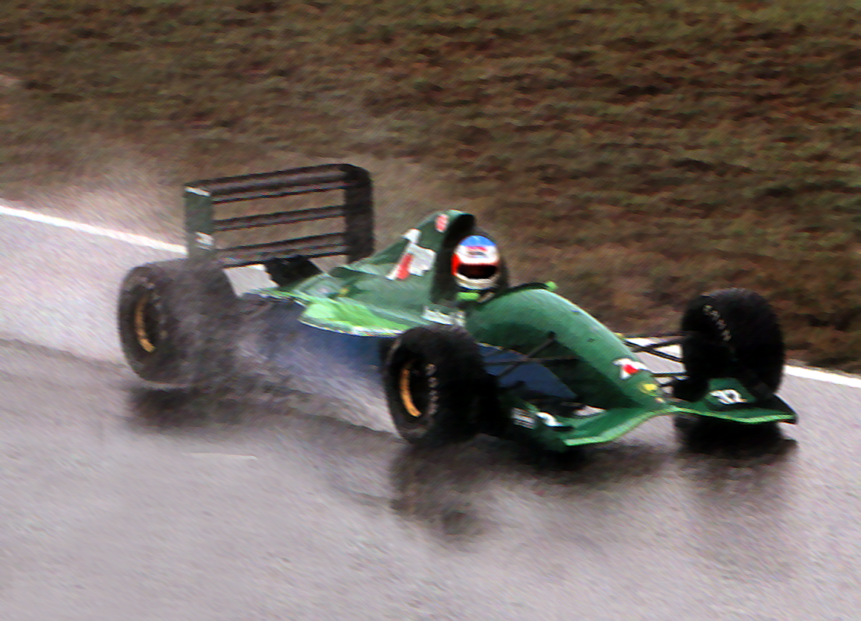
Schumacher provant el Jordan 191

Jordan Grand Prix és un constructor de Fórmula 1 que va fer el seu debut la temporada 1991. L'escuderia deu el seu nom al seu amo, l'irlandès Edmund Jordan (generalment conegut com a "Eddie"). Jordan va tenir una breu etapa com a pilot els 70, després del qual va dirigir equips en Fórmula 3 i en Fórmula 3000, sota la denominació d'Eddie Jordan Racing. La seva escuderia va obtenir el campionat de pilots de F3000 el 1989, amb un prometedor Jean Alesi al volant.

## Primers anys
L'èxit de l'equip en les categories inferiors va inspirar la creació d'una escuderia de Fórmula 1 en la temporada 1991. Jordan va contractar el veterà italià Andrea de Cesaris i el belga Bertrand Gachot perquè ocupin els seients titulars dels seus monoplaces, que en aquells dies eren impulsats per motors de Ford Motor Company. L'escuderia va tenir un bon debut al seu primer any, finalitzant cinquena en el campionat de constructors, amb De Cesaris ocupant la novena posició en el de pilots. Gachot, per la seva part, no va finalitzar la temporada amb l'equip, ja que va ser condemnat a presó per agredir un taxista. El belga va ser reemplaçat inicialment per Michael Schumacher, que debutava en la màxima categoria, però després d'una carrera va ser contractat per una altra escuderia, Benetton.
Tanmateix, l'èxit va costar car a Eddie Jordan. L'equip va haver d'utilitzar els més barats motors Yamaha el 1992. Amb els veterans Mauricio Gugelmin i Stefano Modena al volant, l'equip va penar per aconseguir un punt, cosa que només va ocórrer en l'última carrera del campionat.
El 1993 va oferir nous canvis, uns dels quals va ser la contractació d'un nou proveïdor d'impulsors, Hart. D'altra banda, l'equip va encarar la temporada amb dos nous pilots, Ivan Capelli i el debutant brasiler Rubens Barrichello. Capelli va deixar Jordan després de dues carreres, després del qual Rubens va tenir uns altres 5 pilots com companys d'equip en la temporada. L'equip va millorar lleugerament, obtenint un total de 3 punts l'any, i es van mostrar alguns senyals d'estabilitat en anunciar-se al final de la temporada la contractació d'Eddie Irvine, un ex pilot de Jordan en la F3000.
Barrichello i Irvine van ser presents a l'inici de la temporada 1994, igual com els motors Hart, encara que l'irlandès no va tenir el millor dels començaments, ja que va ser suspès per 3 carreres per maniobres perilloses. El brasiler va aconseguir el primer pòdium de l'escuderia en el Gran Premi del Japó, però gairebé es mata en la següent carrera, a San Marino, després d'un impressionant accident en els entrenaments lliures. No obstant això, l'equip es va sobreposar a aquestes dificultats i va finalitzar al 5è lloc del campionat de constructors. Barrichello, en una notable actuació, va aconseguir a més la primera pole position per a l'equip i va finalitzar 6è en el campionat de pilots.
Jordan va començar a utilitzar motors Peugeot la temporada 1995. En el GP del Canadà d'aquell any, tant Irvine com Barrichello van finalitzar al pòdium, en ocupar el segon i el tercer lloc respectivament. Aquesta carrera va representar el millor de l'equip en una temporada opaca però tanmateix sòlida, en la qual va ocupar el 6è lloc del campionat de constructors.
Irvine va deixar l'escuderia el temporada 1996, per formar part de Ferrari al costat de Michael Schumacher, per la qual cosa l'experimentat Martin Brundle va ocupar el seu lloc. Jordan no va obtenir pòdiums en la temporada, però una seguidilla de quarts llocs li van permetre obtenir novament el 5è lloc de la copa de constructors.

## Ascens de finals dels 90
La temporada 1997 va marcar l'any de la partida dels pilots que havien estat titulars fins a l'any anterior. Barrichello va partir cap a la de nou constituïda Stewart; Brundle, per la seva part, es va retirar i va passar a comentarista de la categoria. Eddie Jordan els va reemplaçar amb l'italià Giancarlo Fisichella i l'alemany Ralf Schumacher. Dos pòdiums i un cinquè lloc en el campionat de constructors, van consolidar l'equip en la màxima categoria.
La temporada 1998, l'equip va realitzar la seva contractació més rutilant en aconseguir els serveis de l'ex-campió mundial Damon Hill, un conegut de Jordan de la F3000. També es va realitzar la substitució dels motors Peugeot amb els Mugen- Honda. Fins a mitjans de la temporada, l'escuderia no havia anotat un sol punt. Tanmateix, les coses anaven a millorar cap a caps d'any: en el GP de Bèlgica d'aquell any, l'equip va obtenir la seva primera victòria, i la que seria l'última de les 20 de Damon Hill en la màxima categoria. Per completar, Ralf va finalitzar la carrera al segon lloc, sent aquest el primer cas en el qual un equip aconsegueix la seva primera victòria i alhora un 1-2. L'equip va finalitzar al 4t lloc de la copa de constructors.
Un altre pupil de l'època de Jordan en la F3000 va ser l'encarregat de reemplaçar Ralf Schumacher la temporada 1999: Heinz-Harald Frentzen. La temporada va ser un verdader malson per a Hill, però al contrari per a Heinz-Harald. Dues victòries li van permetre a l'alemany ocupar el tercer lloc del campionat de pilots, mentre que l'escuderia va obtenir la mateixa posició en el de constructors.

## Descans
Trulli i Frentzen van ser presents per a la temporada 2001, però aquesta vegada amb motors diferents, ja que l'equip va començar a usar els propulsors Honda regulars. Va ser un any amarg per a Heinz-Harald Frentzen, que va haver de cedir el seu lloc a un Jean Alesi que estava donant els últims passos de la seva carrera. Jarno Trulli, en canvi, va aconseguir puntuar en diverses carreres, permetent a l'equip finalitzar al cinquè lloc de la copa de constructors, com tantes altres vegades en la seva història.
Jordan es va reorganitzar la temporada 2002, amb la tornada de Fisichella i la contractació del japonès Takuma Sato, influïda en gran part pel suport d'Honda a l'escuderia. Cap dels dos pilots no va estar a l'altura de les expectatives, i l'equip va finalitzar al 6è lloc del campionat de constructors.
Honda va deixar l'equip el 2003 per concentrar-se en la seva aliança amb BAR, per la qual cosa Jordan va haver de recórrer als impulsors Ford Cosworth. L'acompliment de l'equip en la temporada va ser un dels més pobres dels quals es recorda en la història recent de la Fórmula 1. Només Minardi va tenir un pitjor any que Jordan, encara que Eddie Jordan va poder festejar la quarta victòria de la història del seu equip. El triomf es va produir sota circumstàncies excepcionals, en un gran premi que es va haver d'escurçar per la pluja. Fisichella, que havia creuat la línia d'arribada en un meritori segon lloc, va ser declarat guanyador algunes setmanes després per una protesta presentada davant de la FIA. Fora d'aquest esdeveniment, cap dels pilots no va aconseguir tenir èxit en la temporada.

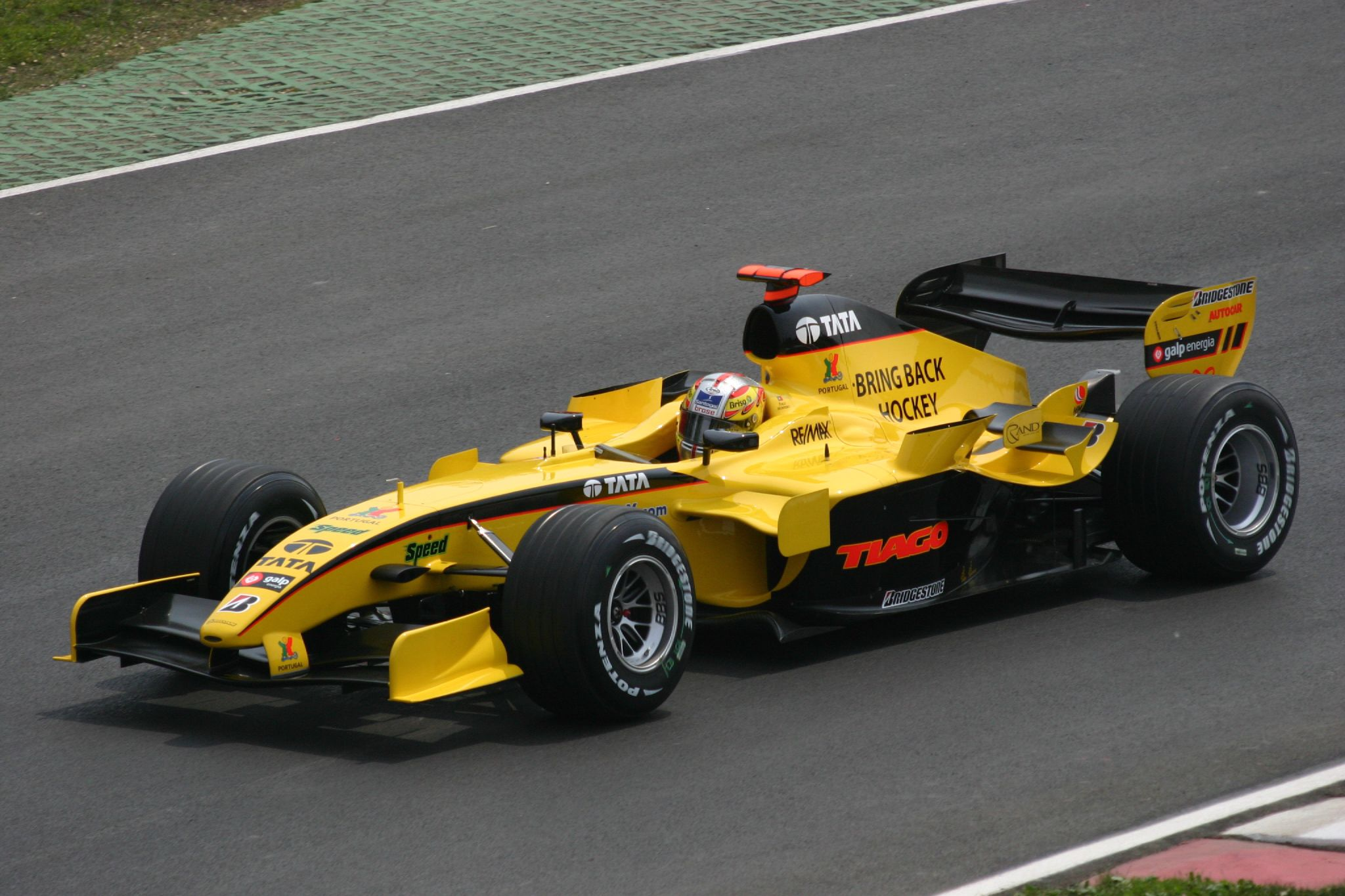
Tiago Monteiro al GP del Canadà'05.

La temporada 2004 l'equip Jordan tenia un futur ple d'incògnites. L'escuderia va fitxar a dues joves promeses per a la temporada: l'alemany Nick Heidfeld, que venia des de Sauber, i el debutant italià Giorgio Pantano. No obstant això, Pantano seria reemplaçat a mitjans la temporada per Timo Glock, a causa de qüestions comercials i al seu baix rendiment. L'equip no va mostrar millores en tot l'any, confirmant-se el seu estatus d'equip del fons de la graella.
Després de la decisió de Ford de posar Cosworth en venda, Eddie Jordan es va trobar sense un proveïdor de motors per la temporada 2005. Toyota va aparèixer com una possible solució, oferint proveir motors idèntics als dels seus Toyota de F1.

## Venda a Midland F1 Racing i pas per Spyker i Force India
A començaments de 2005, l'equip va ser venut a Midland F1 Racing, canviant el nom de l'equip a MF1 Racing el 2006. Gairebé 2 anys (van faltar tres GPs) després els propietaris de Midland van vendre l'equip a la marca holandesa Spyker que va competir, amb el nom de Spyker F1, en les 3 últimes curses del 2006 i tota la temporada 2007.
Al final del 2007, fins i tot abans d'acabar la temporada, es va fer oficial l'anunci que Spyker F1 era comprat pel multimilionari indi Vijay Mallya. El nou equip, tot i que mantindria gran part de Spyker, va ser anomenat Force India, i els pilots serien Giancarlo Fisichella i Adrian Sutil. Era i és un equip molt ambiciós, però de moment la temporada està anant igual que els anteriors, sent quasi en tots els Grans Premis l'equip que tanca les classificacions i les carreres.

## Resum
| Curses: | Victòries: | Pòdiums: | Poles: | Voltes ràpides: | Punts: | Millor classificació pilots/constructors: |
| ------- | ---------- | -------- | ------ | --------------- | ------ | ----------------------------------------- |
| 250     | 4          | 19       | 2      | 2               | 291    | 3r (1999)/3r (1999)                       |